# Varanus togianus
Varanus togianus là một loài thằn lằn trong họ Varanidae. Loài này được Peters mô tả khoa học đầu tiên năm 1872.